# Bretignolles-sur-Mer
Bretignolles-sur-Mer település Franciaországban, Vendée megyében. Lakosainak száma 5139 fő (2022. január 1.). Bretignolles-sur-Mer L’Aiguillon-sur-Vie, La Chaize-Giraud, Givrand, Landevieille, Saint-Gilles-Croix-de-Vie, Brem-sur-Mer és Les Sables-d’Olonne községekkel határos.

## Népesség
A település népességének változása:
| Lakosok száma | 4337 | 4434 | 4560 | 4669 | 4868 | 5066 | 5093 | 5112 | 5139 |
|               | 2013 | 2015 | 2016 | 2017 | 2018 | 2019 | 2020 | 2021 | 2022 |